# Lamaštu

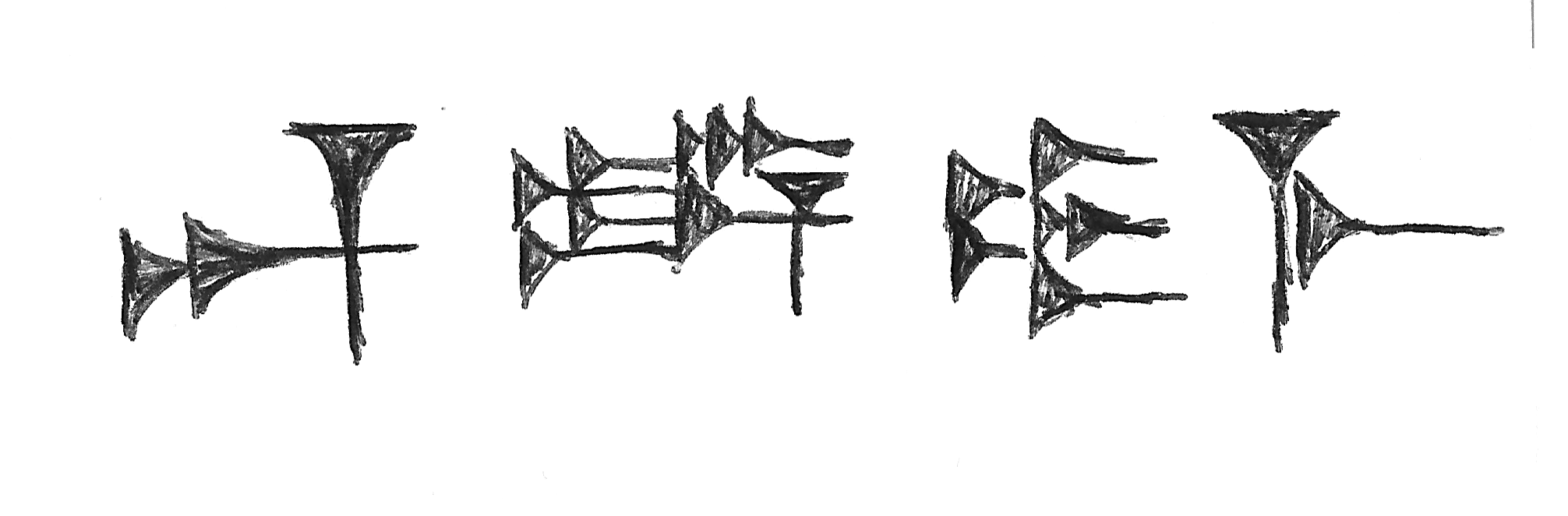
Lamaštu in Keilschrift

Lamaštu oder Lamaschtu (auch Labartu; sumerisch dDIM-ME, dLU.GAM.ME, dLUGAL.ME) war ursprünglich als Tochter des Gottes Anu eine Himmelsgöttin. Nach der im Atraḫasis-Epos geschilderten Sintflut übernahm sie seit der altbabylonischen Zeit (2000–1600 v. Chr.) in der mesopotamischen Mythologie die Rolle einer Dämonin, die Krankheit und Tod verursachte, um in göttlichem Auftrag eine Überbevölkerung der Menschheit zu verhindern. Sie zählte zum Umkreis der „sieben bösen Dämonen“.

## Herkunft
Lamaštu war ein Dämon von göttlicher Natur und gleichzeitig ein Mischwesen. Sie war
ursprünglich, als Tochter des Gottes Anu, eine Himmelsgöttin und Windgöttin. Zu ihrem Stammbaum gehören ihre Mutter Antu, die Straßengötter von Ur und weitere göttliche Väter namens Enlil und Enki. Sie wird in Texten über das mesopotamische Pantheon geführt, obwohl sie zum Umkreis der „sieben bösen Dämonen“ zählte. In seiner exorzistischen und apotropäischen Funktion tritt Pazuzu als der Gegenspieler Lamăstus auf. Der Glaube an den Dämon Lamăstu ist in ganz Vorderasien verbreitet und zählt zur babylonischen und assyrischen Mythologie.

## Mythologische Rolle
Lamaštu ist bekannt für die Tötung unschuldiger Lebewesen, ihre dämonische Folter gilt als ein Instrument von göttlicher Natur. Ihre Präsenz auf Erden ist der Vertreibung aus der Götterwelt zuzuschreiben. Die Betonung ihrer Göttlichkeit ist außergewöhnlich für einen Dämonen.
Sie sticht unter den Dämonen nicht nur aufgrund dessen hervor, sondern auch angesichts des Schweregrades ihrer zerstörerischen Unternehmungen. Ihr männlicher Gegensatz ist Lilītu. Sie sucht ihren Schutz jenseits der Oikumene: in Einöden, Sümpfen und Gebirgen.
Um die ungehemmte Vermehrung der Menschen zu unterbinden, erhielt Lamaštu im Atraḫasis-Epos den Beinamen Tilgerin, der auf ihre neue mythologische Funktion anspielt:

„Es wirke unter den Menschen die Tilgerin; sie ergreife das Baby auf dem Schoß derer, die es geboren hat.“

Die häufige Bezeichnung als „Dämonin des Kindbettfiebers“ kennzeichnet nur einen kleineren Ausschnitt ihrer Tätigkeiten. Die Texte beziehen sich hauptsächlich auf tödliche Krankheiten, die mit Fehlgeburten, Schüttelfrost und Fieber einhergingen. Ihre Opfer waren in diesem Zusammenhang zumeist Schwangere, Wochenbetterinnen und Säuglinge. In assyrischen Erzählungen raubte sie Müttern die Säuglinge von der Brust und verseuchte beide mit ihrem Pestatem. In das Haus gelangt Lamaštu über den Polschuh der Tür, die Fensteröffnung oder die Abwasserrohre und verfolgt dann ihre Opfer bis zum Zeitpunkt der Geburt. Alsdann gibt sie sich als falsche Amme aus um das Kind in ihre Gewalt zu bekommen und anschließend durch ihr Gift zu töten.
Markant ist ihr „Arbeitsumfeld“, das sich oft auf die Bereiche von Morast, Tierkot und unhygienische Materialien konzentrierte, die schwere Infektionen verursachten. Sie ließ auch erwachsene Männer tödlich erkranken und konnte Viehkrankheiten verursachen. Ihr Ziel war es die Opfer zu töten und deren Blut zu trinken sowie die Knochen mit Sehnen abzunagen. Es gab verschiedene Wege, Lamaštu zu bekämpfen. Hierzu konnten einerseits medizinische Mittel und magisch orientierte Gegenstände zur Prophylaxe genutzt werden, wie beispielsweise Amulette, Ketten und Phylakterien. Des Weiteren konnte durch die Sicherung von Fenster und Türen durch sieben magische Hundefiguren und die Beschwörung der Götter Schutz gewährleistet werden.

## Ikonographie

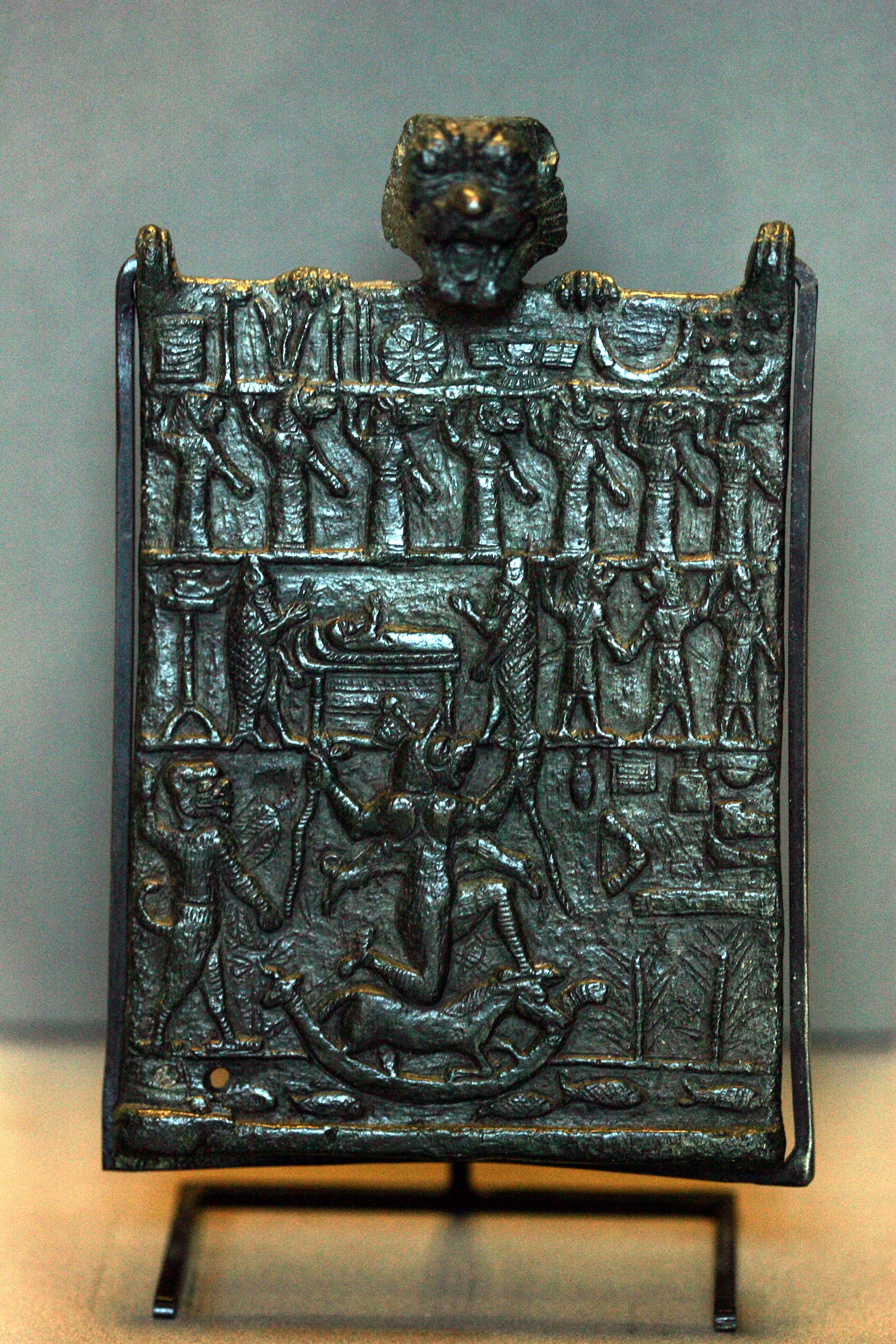
Assyrische Schutztafel aus dem Louvre, die von Pazuzu gehalten wird. Unten ist Lamaštu dargestellt.

Lamaštu wird oftmals als Mischwesen mit tierischen Elementen dargestellt. Zu ihren äußeren Merkmalen zählen ein behaarter Körper, der leopardenartig getüpfelt oder gefiederter sein kann und der Kopf eines Hundes, eines Vogels oder eines Löwen mit Eselsohren und Esel Zähnen. Sie hat den Oberkörper einer Frau mit hängenden Brüsten, an denen sie einen Hund oder ein Schwein saugen lässt. An ihren Füßen sind Klauen wie ein Adler. In ihren ausgestreckten Händen hält sie jeweils eine Schlange.
In babylonischen Beschwörungstexten wird sie auch mit einem Löwenkopf und einem Eselskörper beschrieben. In den Händen, welche Fangnetze sind, hält sie Kamm und Spinnwirtel. Sie hat außerdem meist eine gelb-weiße Gesichtsfarbe und trägt einen auffälligen Kopfschmuck.
Die Dämonin wird als der schlimmste weibliche Dämon der mesopotamischen Mythologie bezeichnet. Sie ist Teil der dämonischen Fiebertriade von Labasu, Lamaschtu und Aḫḫazu.
Die Assyrer beschrieben Lamaštu so:
Sie ist wütend, sie ist wild, sie ist gefährlich,
sie verbreitet Schreckensglanz.
Sie ist eine Wölfin, die Tochter des Anu.
Ihre Füße sind die des Anzu,
ihre Hände sind unrein.
Ihr Gesicht ist das Gesicht eines hungrigen Löwen.
... Ihr Haar ist wirr, ihr Lendenschurz zerrissen. ...
Ihre Hände triefen von Fleischfetzen und Blut.
Sie kommt zum Fenster herein, auf dem Bauch kriechend wie eine Schlange.
Sie kommt und geht in ein Haus (wie sie will).
Lamaštu kann mit einem Amulett oder einer Statue, auf dem das Abbild von Pazuzu ist, gebannt werden.

## Archäologische Zeugnisse
Es gibt einige reichhaltige Überlieferung aus der Archäologie, die gleichzeitig als Ikonographische Bestätigung Lamaštus dienen und die Attribute, sowie die Ritual-Vorgänge beschreiben. Zu den wichtigsten Zeugnissen gehören Amulette, auf diesen ist meist die Darstellung einer Löwen-köpfigen Mischgestalt zu sehen.
François Thureau-Dangin (1921) publizierte die erste Liste von Lamaštu-Amuletten und weiteren archäologischen Funden. Im Jahr 2000 wurden insgesamt 85 archäologische Exemplare als Lamaštu-Amulette publiziert. Das jüngste datierbare Stück definiert die archäologische Stratigraphie und stammt aus graeco-persischer Schicht in Ugarit. Zu sehen sind hier die Darstellung der Lamaštu auf einem Esel stehend, in einem Boot auf dem Fluss und mit dem Fuß an einen Busch oder Baum am Ufer festgebunden. Zusätzlich saugt ein Welpe/ein Ferkel an ihren Brüsten und sie hält in beiden Händen Schlangen.
Die Abbildung zeigt die verschiedenen Passagen der Lamaštu-Beschwörungen, mit inbegriffen die Darstellung Lamaštus mit hängenden Brüsten zusammen mit vier Gestirnen: Flügelsonne, Mondsichel, Stern und sieben Kreise der Plejaden.